# Fabiana Alcântara
Fabiana Chaves Alcântara (ur. 7 marca 1993) – brazylijska zapaśniczka walcząca w stylu wolnym. Srebrna medalistka mistrzostw Ameryki Południowej w 2017. Trzecia na mistrzostwach panamerykańskich juniorów w 2017 roku.